# Wurajda
Wurajda (arab. وريدة) – wieś w Syrii, w muhafazie Hims. W 2004 roku liczyła 795 mieszkańców.